# Bruandia reticulatella
Bruandia reticulatella är en fjärilsart som beskrevs av Charles Théophile Bruand d’Uzelle 1853. Bruandia reticulatella ingår i släktet Bruandia och familjen säckspinnare. Inga underarter finns listade i Catalogue of Life.